# Советская филателистическая ассоциация
Сове́тская филателисти́ческая ассоциа́ция (СФА) при Комиссии ВЦИК по организации и распоряжению фондом имени В. И. Ленина помощи беспризорным детям — официальное название государственной филателистической организации в СССР, созданной не позже марта 1926 года вместо Организации Уполномоченного по филателии и бонам в СССР (ОУФБ). Возглавил СФА Ф. Г. Чучин. Ассоциация имела монопольное право на торговлю советскими марками и другими предметами коллекционирования как на территории страны, так и за рубежом.

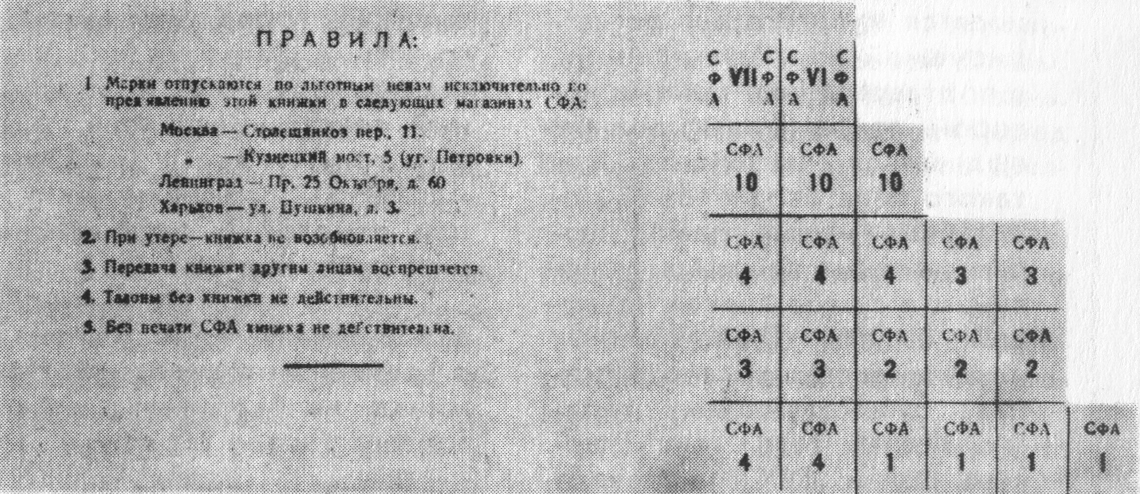
Талоны абонементного обслуживания СФА (1930-е)

## История

### Деятельность
СФА была преобразована в 1926 году из ОУФБ и унаследовала от последней все авторские и имущественные права. Ассоциацией были проданы за рубежом различные марки, выпущенные на территории России в годы гражданской войны, причём внутри страны эти марки не продавались.
Кроме того, к концу 1926 года СФА под руководством Ф. Г. Чучина переработала несколько вагонов денежной макулатуры и составила тысячи коллекций, которые были реализованы частично за границу за золото. Ассоциация также имела свои магазины в крупных городах внутри страны и продавла через них марки, монеты и другие коллекционные материалы, включая боны, которые часто имели надпечатку «коллекционный». Вырученные средства пошли по назначению фонда и голодающим Поволжья, а также на приобретение товаров, крайне необходимых народному хозяйству.
Ассоциация имела многочисленные отделения в городах страны.
В начале 1930-х годов только что изданные марки продавались коллекционерам в магазинах СФА по высоким ценам. Так, например, осенью 1931 года полная серия марок «Дирижаблестроение в СССР», выпущенная в мае того же года, при номинале в 1 рубль 95 копеек стоила 7 рублей. Подобная практика не способствовала развитию филателии. В связи с этим СФА выпустила абонементы для льготного снабжения коллекционеров. Марки по талонам абонемента отпускались в Москве, Ленинграде и Харькове. Выдача марок подчинялась следующим правилам:
- при утере талонная книжка не возобновлялась,
- передача книжки другим лицам воспрещалась,
- талоны без книжки были не действительны,
- книжка была недействительна без печати СФА[3].

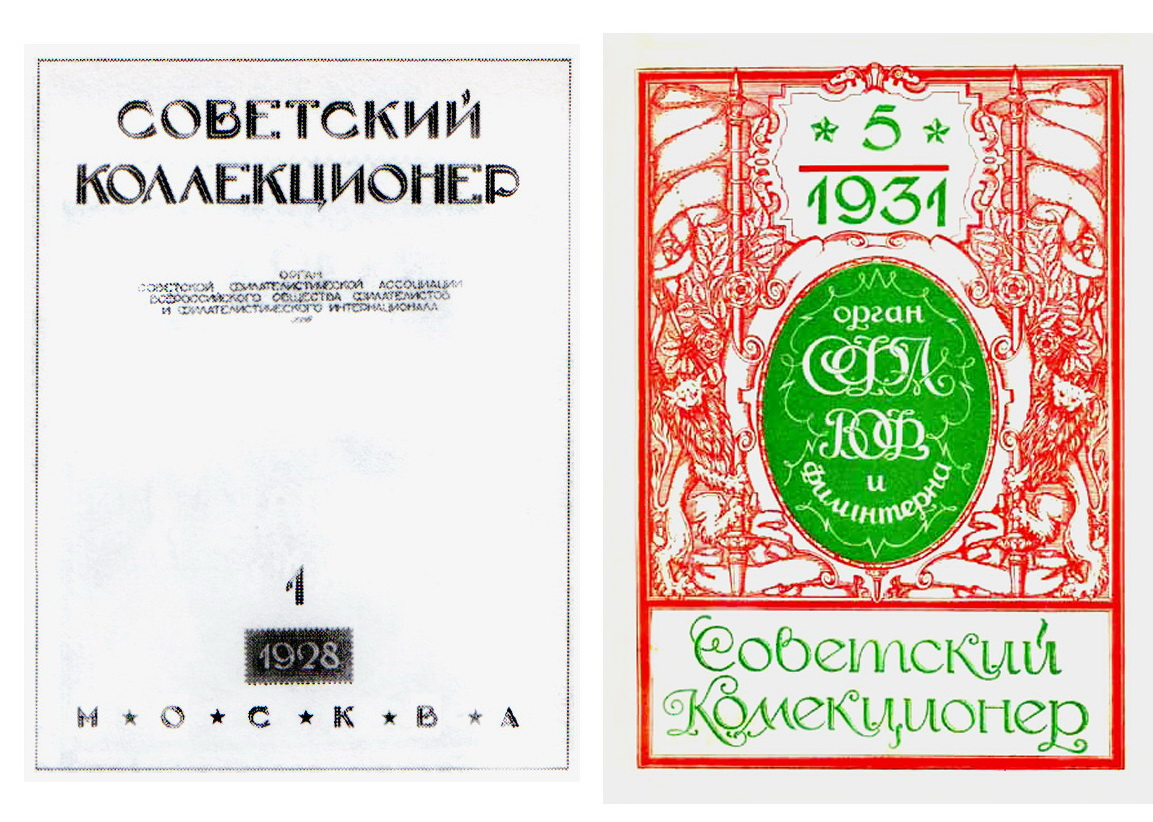
Журнал «Советский коллекционер» — печатный орган СФА и ВОФ (1928—1932)

### Печатные издания
Ассоциации подчинялось издательство «Советский филателист», и она издавала собственный печатный орган — журнал «Советский коллекционер» (в 1926—1928 годах носил название «Советский филателист»).
Являясь преемником Организации Уполномоченного по филателии и бонам Советская филателистическая ассоциация выпустила в 1927 году каталог бумажных денежных знаков и бон России, РСФСР, СССР, окраин и образований (1769—1927), с переченем обязательных бон России, РСФСР, СССР, Польши, Латвии, Эстонии, Литвы и Финляндии. Этот каталог-прейскурант, наряду с другими, более поздними изданиями, стал настольной книгой советских бонистов.
В 1933 году СФА опубликовала 4-е издание «Каталога почтовых марок РСФСР и СССР (1917—1933)» под редакцией В. В. Модестова, которое включало также каталог рекламных марок СССР.

### Конфликт СФА и ВОФ
В конце 1920-х годов между СФА и Всероссийским обществом филателистов (ВОФ) возникла конфликтная ситуация в связи с существовавшей неудовлетворительной практикой снабжения коллекционеров, завышенными ценами на филателистические и прочие коллекционные материалы, монополией СФА на ведение заграничного обмена и другими вопросами развития филателии в Советском Союзе. Конфликт зашёл настолько далеко, что коллективом сотрудников СФА было возбуждено судебное дело против Правления ВОФ. Однако в 1929 году специальная правительственная комиссия ВЦИК, изучавшая историю конфликта между ВОФ и СФА, постановила прекратить судебное дело против Правления ВОФ за отсутствием состава преступления. Одновременно было смещено руководство СФА, а некоторые его члены были подвергнуты репрессивным мерам. Эти решения были с одобрением встречены в местных отделениях ВОФ:
Комиссией ВЦИКа, о которой нам докладывал т. Бильдин, решено: а) снять Куинджи с должности за слабое руководство по СФА, б) снять с работы сотрудников СФА — Баллода и Целит за сращивание с вредительскими элементами СФА (Розов, Бессонов[≡] и К), в) в порядке советской чистки аппарата снимаются Аптекман, Бессонов, Гусаревич[≡], Раевский, Розов, последний — с предложением прокатиться в Соловки за вредительские действия.

### Ликвидация
Имеется информация о том, что в 1938 году руководство Советской филателистической ассоциации вместе с филателистами, ведшими обмен марками с заграничными коллекционерами, были репрессированы. Дело в том, что с 1922 по 1938 год филателистам в СССР был разрешён подобный обмен при условии оплаты специального почтового сбора и регистрации в книгах учёта на пункте приёма обменной корреспонденции в Москве. Когда обмен был запрещён, марки, полученные таким образом из-за границы, были изъяты, а филателисты (зарегистрированные в учётных книгах) подвергнуты репрессиям.
В 1938 году решением Экономической комиссии при Совнаркоме Советская филателистическая ассоциация была реорганизована в Главную филателистическую контору (ГФК), в ведении которой в дальнейшем находилась оптовая торговля марками внутри страны. Внешняя торговля коллекционными марками была возложена на «Международную книгу».

Изданная по заказу Советской филателистической ассоциации отрезная почтовая карточка типа открытки (вид оборотной стороны, СССР, конец 1920-х, Крымгосиздат)

## Структура
По состоянию на 1927 год, Советская филателистическая ассоциация структурно имела следующие органы и подразделения:
Президиум
- Председатель — Фёдор Григорьевич Чучин (телефон: 67-73).
- Заместитель — Леонгард Карлович Эйхфус.
- Секретарть — Борис Яковлевич Бабицкий.

Управление делами
- Управляющий делами — Анатолий Иванович Гусаревич[^].

Бухгалтерия
- Бухгалтер — Валериан Андреевич Бессонов[^].

Отдел внутренней торговли
- Заведующий — Борис Яковлевич Бабицкий.

Отдел внешней торговли
- Заведующий — Леонгард Карлович Эйхфус.

Бонно-филателистический фонд
- Заведующий — Павел Григорьевич Торпанов.

Нумизматический фонд
- Временно исполняющий должность заведующего — Александр Семёнович Васильковский.

Экспертное бюро
- Председатель — Леонгард Карлович Эйхфус.

## Адрес
Управляющий орган Советской филателистической ассоциации располагался в Москве по адресу:
Москва, ул. 1-я Тверская-Ямская, 3. Телефон: 1-82-35.
Впоследствии СФА размещалась по другому адресу:
Москва-50, Настасьинский пер., 3.